# I Am Not Okay with This
I Am Not Okay with This és una sèrie televisiva americana, basada en el còmic amb el mateix nom escrit per Charles Forsman. Va ser estrenada en Netflix el 26 de febrer de 2020. La sèrie ha rebut bones valoracions per part dels crítics.

## Personatges

### Principals
- Sophia Lillis com Sydney "Syd" Novak, una noia de 17 anys que se n'adona de que té poders telequinètics.
- Wyatt Oleff com Stanley "Stan" Barber, el veí i l'amic de Sydney.
- Sofia Bryant com Dina, la millor amiga de Sydney, de la qual està enamorada.
- Kathleen Rose Perkins com Maggie Novak, la mare vídua de Sydney.

### Secundaris
- Richard Ellis com Bradley "Brad" Lewis, el nòvio de la Dina, el qual és odiat per la Sydney.
- David Theune com File, el mestre de ciència de l'institut.
- Zachary S. Williams com Ricky Berry, el millor amic d'en Brad. És molt ric .
- Aidan Wojtak-Hissong com Liam Novak, el germà petit de la Sydney

## Episodis
| No | Títol                        | Director           | Escrit per                       | Data d'emissió       |
| --- | ---------------------------- | ------------------ | -------------------------------- | -------------------- |
| 1 | "Dear Diary..."              | Jonathan Entwistle | Jonathan Entwistle, Christy Hall | 26 de Febrer de 2020 |
| Sydney Novak es una noia de 17 anys que viu amb la seva mare i el seu germà petit a Transilvania, un any després de la mort del seu pare. La Sydney està frustrada perquè mai han parlat del suïcidi del seu pare, i sovint discuteix amb la seva mare. La terapeuta de l'institut li recomana començar a escriure un diari per tal de canalitzar la seva ira i ella accepta sense estar gaire convençuda. La Sydney queda amb la seva millor amiga, la Dina, la qual està començant a sortir amb en Bradley Lewis. De sobte, el nas d'en Bradley comença a sagnar, i la Sydney està concençuda de que ho ha causat ella. De camí a casa, es troba amb el seu veí, Stanley Barber, qui li proposa quedar un dia i ella accepta de mala gana. Quan és a casa cuida del seu germà petit, en Liam, el qual li explica que han pegat a un company seu. Ella li promet que si algún cop li peguen a ell, ella estarà allà per defensar-lo. Més tard, aquella nit, la Sydney es discuteix amb la seva mare i, al asseure's enfadada al terra de la habitació, la paret de darrere s'esquerda. |                              |                    |                                  |                      |
| 2 | "The Master of One F**k"     | Jonathan Entwistle | Christy Hall                     | 26 de Febrer de 2020 |
| L'endemà al matí, la Sydney es convenç que el mur es va esquerdar perquè la casa era vella i que no havia estat pas cosa seva. La seva mare li demana que vagi a comprar. La Sydney li pregunta a la Dina si li pot acompanyar, però la seva amiga no accepta perquè anirà a veure un partit de futbol del seu nòvio. Sentint-se traïda, la Sydney es passeja, llançant unes quantes pedres. Una d'aquestes pedres trenca una senyal i ella comença a sospitar que potser sí que és cosa seva. De sobte, l'Stanley apareix amb el seu cotxe per acompanyar-li a comprar. A la Sydney li queden pocs diners per pagar la compra i comença a tornar el menjar. Mentre que Sydney intenta calmar-se en un passadís de la botiga, el menjar d'un passadís cau dels prestatges, fent que la Sydney fugís de la botiga rápidament. L'Stan va a buscar-la i la intenta calmar, dient-li que ha tingut un atac de pànic. Després van junts a veure el partit de futbol del Brad, el qual es lesiona. Per acabar acaben fumant substàncies a casa de l'Stan, on, finalment, es besen. |                              |                    |                                  |                      |
| 3 | "The Party's Over"           | Jonathan Entwistle | Liz Elverleni                    | 26 de Febrer de 2020 |
| La Sydney li explica a la Dina que va mantenir relacions sexuals amb l'Stan la nit anterior, però amaga els seus veritables sentiments dient-li que va ser genial. Queden per anar juntes a una festa. Després, quan torna amb el Liam cap a casa, es troben amb el mató de l'escola de Liam, en Richard, el qual es creu molt valent per amenaçar als altres. La Sydney s'enfronta a ell, però quan intenta utilitzar els seus poders, aquests fracassen. Com que no li pot fer mal físic, l'amenaça verbalment. Un cop són a casa, el Liam li demana a la Sydney un trencaclosques. Per agafar-lo va al soterrani, un lloc de la casa que no havia trepitjat des que el seu pare es va suïcidar allà. Les emocions l'aclaparen i acaba tenint un atac de pànic, aquest cop matant l'eriçó mascota del Liam. Els germans junts li fan un enterrament. La Sydney i la Dina després van a la festa, on passen una bona estona juntes ballant, però quan arriba el Brad la Dina deixa tirada a la Sydney per anar-se'n amb ell. La Sydney se'n va de la festa i, un cop fora, l'Stan li demana que vagi amb ell al ball d'antics alumnes. Ella accepta de mala gana i torna a la festa a buscar a la Dina, la qual està sola en una habitació perquè ha discutit amb el Brad. La Sydney tracta de calmar-la i comprèn que està enamorada de la seva amiga, i li fa un petó. La Dina no reacciona com a ella li hagués agradat i marxa corrents cap al bosc, on es creua amb un cotxe. Allà crida, fent que els arbres que l'envolten caiguin a terra. |                              |                    |                                  |                      |
| 4 | "Stan by Me"                 | Jonathan Entwistle | Tripper Clancy                   | 26 de Febrer de 2020 |
| Després de l'incident de Sydney al bosc, s'adona que qui conduïa el cotxe era l'Stan i que ho ha vist tot. Ella li fa jurar el secret abans de marxar. L'endemà, la mare de Sydney li demana que cuidi del Liam de nou, i això provoca que s'enfadin de nou. Com surt el tema del seu pare, la mare de Sydney diu a Sydney que el seu pare no era qui creia que era, perquè sempre ha sigut la mare qui ha cuidat de la família, i que sembla que el preferís a ell encara que estigués mort abans que a ella. Més tard, la Sydney s'enfada a classe i tornen a funcionar els seus poders, però els deté pensant en records feliços. La Dina corre darrere d'ella i li pregunta si està bé i si poden parlar del seu petó, però la Sydney li diu que està bé i que ja ho parlaran en un altre moment. La Sydney va a la bolera i es troba amb Stan, que intenta ajudar-la a comprendre els seus poders. Allà, ella admet que els arbres van enderrocar-se perquè va besar algú a la festa i diu que els seus poders semblen estar lligats a les seves emocions. Com que de primeres aquests poders no funcionen, l'Stan intenta activar els poders de Sydney enfadant-la i, en el procés, la Sydney gairebé colpeja Stan amb les boles de bitlles. Mentre la Sydney es dirigeix cap a casa, creu que hi ha una figura darrere seu. |                              |                    |                                  |                      |
| 5 | "Another Day in Paradise"    | Jonathan Entwistle | Tripper Clancy                   | 26 de Febrer de 2020 |
| Durant un examen, en Brad es copia de la Dina i són enxampats pel professor, el qual els castiga. La Sydney i l'Stan salten per defensar a la Dina, i també acaben castigats. Als 4 se'ls hi suma la Jenny, una companya de classe rebel. Tot i que han de netejar els xiclets, la Jenny els proposa jugar al "f*llar, casar, matar", cosa que acaba amb la Sydney emprenyada perquè la Jenny se'n burla d'ella. Per fugir de la situació, la Sydney se'n va corrents a la biblioteca, on creu que algú la persegueix i sense voler llença totes les prestatgeries que l'envolten. La Sydney i l'Stan recluten a la Dina per a què els ajudi a robar el llàpis de memòria de seguretat, amb l'excusa de que volen esborrar el material que hi ha perquè surten mantenint relacions sexuals. Entre els tres elaboren un pla i acaben robant la cita de seguretat del despatx del director. Al vestuari, la Sydney escolta a la Jenny i al Brad admetent que van mantenir relacions sexuals a la festa i que, per tant, el Brad va enganyar a la Dina. Quan la Dina entra, la Sydney li explica, malgrat les amenaces del Brad per no fer-ho, i finalment trenquen la seva relació. Finalment la Sydney li explica a l'Stan què va passar realment a la biblioteca; les llums parpallejaven sense ser ella qui les manipulés i sentia que no estava sola. |                              |                    |                                  |                      |
| 6 | "Like Father, Like Daughter" | Jonathan Entwistle | Christy Hall                     | 26 de Febrer de 2020 |
| Mirant la cinta de seguretat, Sydney es qüestiona la seva salut abans de colpejar amb ràbia a Stan. A l'institut, en Brad està enfadat amb la Sydney perquè ella va provocar que trenqués amb la Dina. Com que la Sydney s'enràbia, provoca que les taquilles del darrere s'obrin. Més tard, la Dina i la Sydney discuteixen perquè la Sydney no li vol explicar què era el que hi havia en realitat a la cinta que van robar juntes. Paral·lelament, el Liam a l'escola intenta parlar amb el seu amor platònic,la Verònica, però el Richard li pega. A l'hora de dinar, el millor amic d'en Brad li explica que s'està expandint un rumor sobre ell, ja que s'està quedant sol. Mentrestant, l'Stan insisteix en fer plans amb la Sydney sobre el ball, però ella li diu que no l'importa i que es busqui a algú altre. La Sydney explica a la seva terapeuta que va veure a un home i ella li convenç de que són al·lucinancions sobre el seu pare. Un cop arriba a casa, el Liam li recrimina a la Sydney que l'han pegat per culpa seva, ja que dies abans es va discutir amb el mató de l'escola. Per explicar-se què està passant, la Sydney baixa al soterrani per buscar alguna pista entre els objectes del seu pare. Finalment, la mare de la Sydney li explica qui era realment el seu pare, el qual tenia el mateix problema que la seva filla i per culpa d'això havia patit experiències molt traumàtiques. Quan la Sydney va a escriure al seu diari, se n'adona de que no el té.                                                   |                              |                    |                                  |                      |
| 7 | "Deepest Darkest Secret"     | Jonathan Entwistle | Christy Hall, Jenna Westover     | 26 de Febrer de 2020 |
| L'endemà al matí, la Sydney decideix adoptar una actitud positiva davant la situació i fa les paus amb el seu germà. Al gimnàs, la Dina admet que se sent distanciada de la Sydney i la Sydney li explica les seves "al·lucinacions de dol". Després, la Sydney li diu a la Dina que ella i Stan no aniran junts al ball. La Dina li demana a la Sydney que vagi amb ella, ja que cap de les dues té plans. Més tard, en Brad li diu a al Ricky que el ball serà sorprenent. Al ball, la Sydney conversa amb l'Stan, que admet els seus sentiments per ella, però la Sydney li diu que només el veu com un amic. L'Stan pregunta si la Dina sap alguna cosa sobre els seus poders, i la Sydney li diu que només ho sap ell. Mentre ballen junts, la Dina i la Sydney parlen del seu petó i la Dina diu a la Sydney que no fos que no li agradés, només que no s'ho esperava. Mentre s'anuncia el rei i la reina de casa, el Brad interromp i es revela que va agafar el diari de la Sydney. Exposa els sentiments de la Sydney per la Dina i els seus problemes recents a casa. Abans que ell pugui exposar els seus poders, amb ràbia, la Sydney fa que li exploti el cap. Tothom es queda molt sorprès. La Sydney, sobtada, fuig al bosc, on apareix l'home de les ombres. Quan la Sydney li pregunta si hauria de tenir por d'ell, ell respon que no ho hauria de fer, però tothom hauria de tenir por d'ells dos. |                              |                    |                                  |                      |

## Diferències amb el còmic
La principal diferència entre la sèrie i el còmic és que mentre que en la sèrie queda clar que la Sydney té poders, al còmic tot queda a interpretació per part del lector. Hi ha escenes com les que juguen a bitlles o les del bosc que no existeixen al còmic. També s'han desenvolupat més algunes trames (com la del germà i la mare de la Sydney) i li donen un paper més important a l'Stanley.
Al còmic, no s'especifica que el pare de la Sydney tingués poders. Simplement dona a entendre que tenia depressió i estrès postraumàtic al tornar de la guerra. Tampoc es manifesta de manera visual l'ombra que persegueix la Sydney. A més, canvia la mort d'en Brad: mente que a la sèrie la Sydney fa que al Brad li exploti el cap enmig del ball, al còmic fa que li sagni el nas i que caigui a un supermercat.
Un element que apareix al còmic i no a la sèrie es la violació d'en Brad a la Dina, la qual es queda tirada al cotxe.
El còmic no acaba amb la mort d'en Brad, sino que la història avança molt més.

## Producció

### Desenvolupament
El 12 de desembre de 2018, Netflix va anunciar que anava a produir una temporada de vuit episodis, de la qual només en va produir set. La sèrie ha estat creada per Jonathan Entwistle i Christy Sala,
hi havia donat la producció un ordre de sèrie per un vuit-episodi primera estació, del qual únic set va ser produït. La sèrie va ser creada per Jonathan Entwistle i Christy Sala, qui és abonat productors tan executius alongside Shawn Levy, Dan Levine, Dan Cohen, i Josh Barry. Entwistle També dirigit la sèrie. La sèrie va ser alliberada damunt 26 de febrer de 2020.

### Càsting
Quan la sèrie es va anunciar, es va confirmar que Sophia Lillis, Sofia Bryant, Wyatt Oleff, i Kathleen Rose Perkins protagonitzarien la sèrie, i que Aidan Wojtak-Hissong i Richard Ellis serien personatges secundaris.

### Rodatge
El rodatge es va dur a terme en Pittsburgh, al juny del 2019. La ciutat de Brownsville, Pennsilvània va ser la ubicació principal del rodatge, mentre que la Wilmerding Westinghouse Arts Academy Charter School va ser utilitzada com l'institut.

## Recepció
En la crítica de cinema de la pàgina web Rotten Tomatoes, la sèrie té un 87% índex d'aprovació amb 60 revisions, amb una puntuació de 6.87/10. El consens crític de la pàgina web diu que, "Tan incòmode i encantador com l'adolescència, però amb el doble de girs sobrenaturals, la primera temporada de I Am Noy Okay With This a vegades no és gaire profunda, però l'actuació de Sophia Lillis fa que es mantingui." La crítica cinematogràfica de Metacritic va donar a la sèrie una puntuació de 68 sobre 100, basada en l'opinió de 16 crítics, indicant que "generalment té crítiques favorables".